# Groisbach (Gemeinde Alland)
Der Ort Groisbach mit ca. 80 Häusern und einer alten Kapelle ist Katastralgemeinde von Alland.

## Geografie
Das Dorf – ein seit der Wende zum 20. Jahrhundert beliebtes Ausflugsziel im Wienerwald – liegt zwischen Alland, Maria Raisenmarkt und der Wallfahrtskirche Hafnerberg in Hafnerberg. An der Westseite des Ortes führt die Mödlinger Straße vorüber und durch den Ort fließt der Groisbach.

## Geschichte
Laut Adressbuch von Österreich waren im Jahr 1938 in Groisbach ein Friseur, zwei Gastwirte, eine Gemischtwarenhändlerin, zwei Schuster, ein Tischler, und einige Landwirte mit Direktvertrieb ansässig. Weiters gab es die Heilanstalt Alland für Lungenkranke.

## Wirtschaft
Neben einem Gasthaus und einigen landwirtschaftlichen Betrieben ist der einzige Wirtschaftsfaktor des Ortes das Rehabilitationszentrum der Pensionsversicherungsanstalt – eine ehemalige Lungenheilstätte – mit etwa 100 Beschäftigten.

## Persönlichkeiten
- Leopold Schrötter von Kristelli (1837–1908), Arzt und Sozialmediziner; Gründer der Heilanstalt
- Josef Balber (* 1962), Landwirt, Politiker und Abgeordneter zum Landtag von Niederösterreich

## Galerie

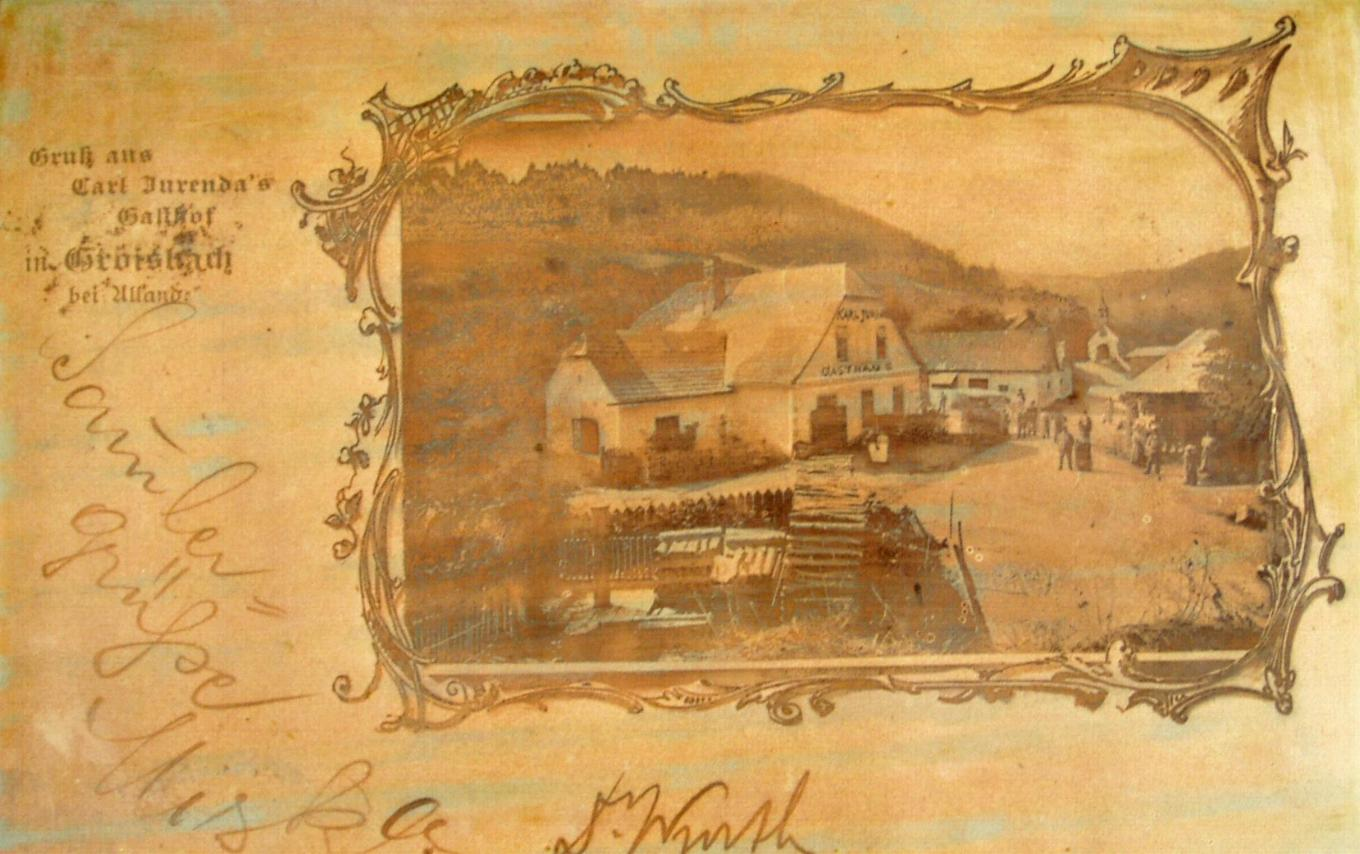
Groisbach Postkarte um 1895
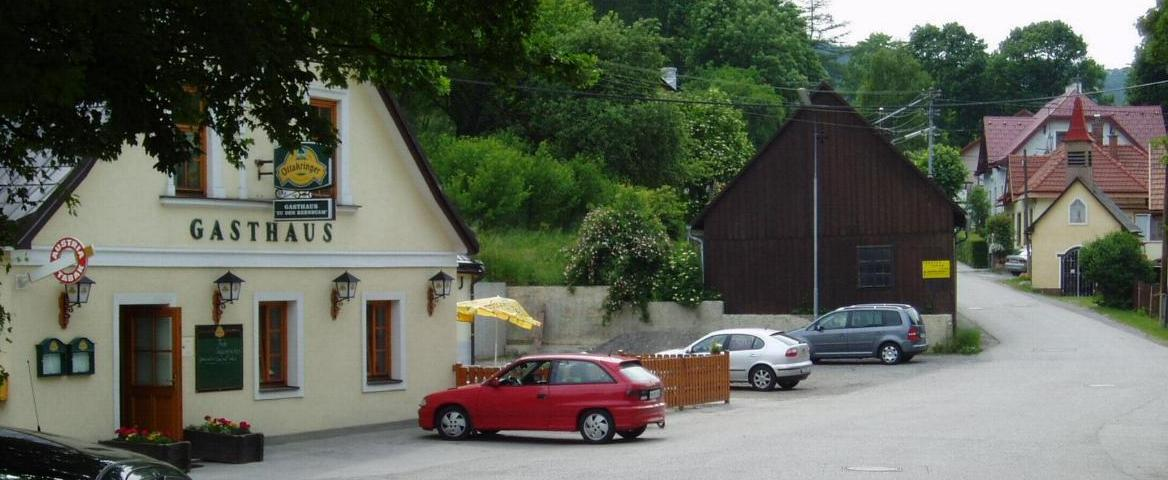
Zu den Kernbuam in Groisbach und alte Kapelle
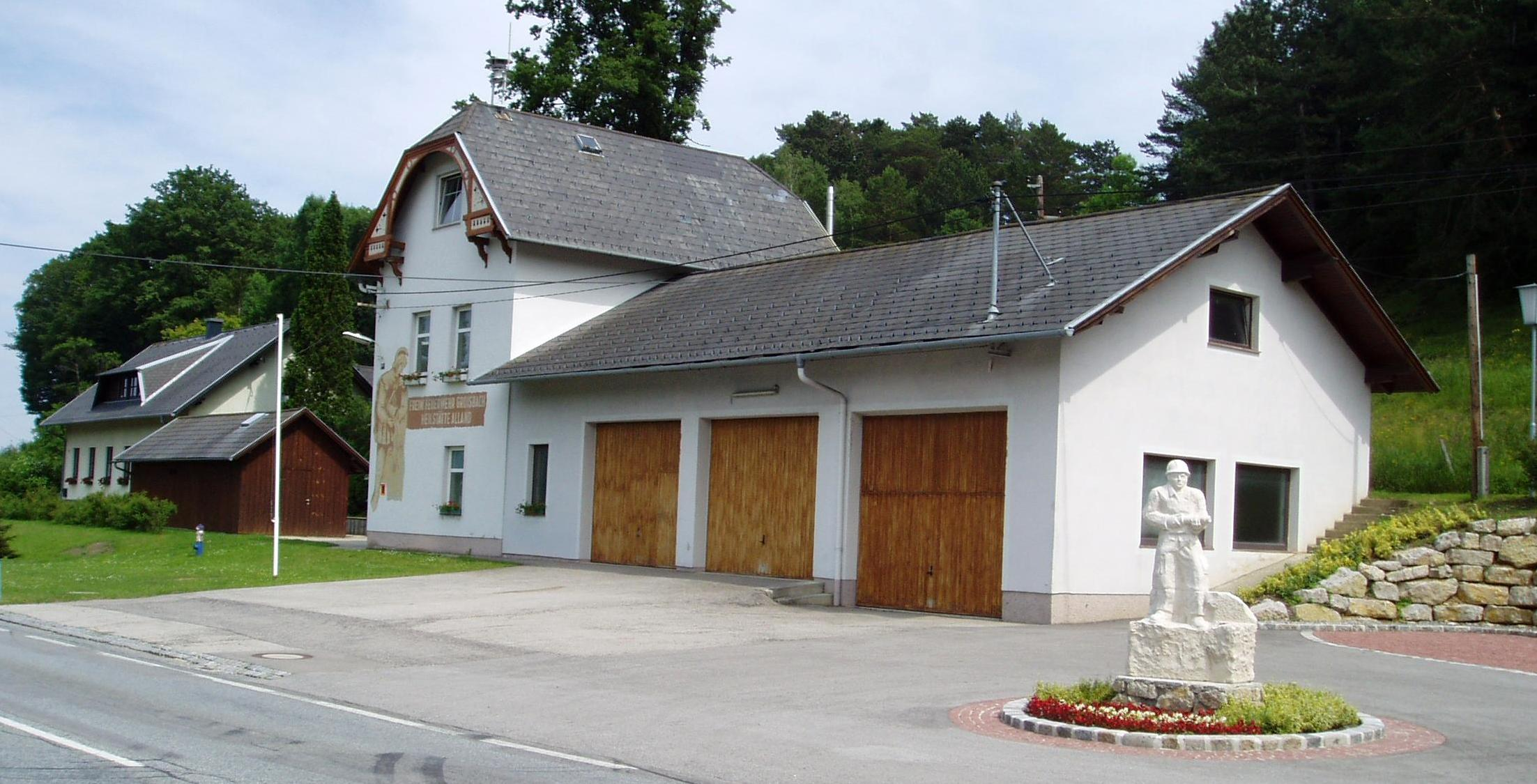
Feuerwehrhaus Groisbach gegenüber dem Rehabilitationszentrum
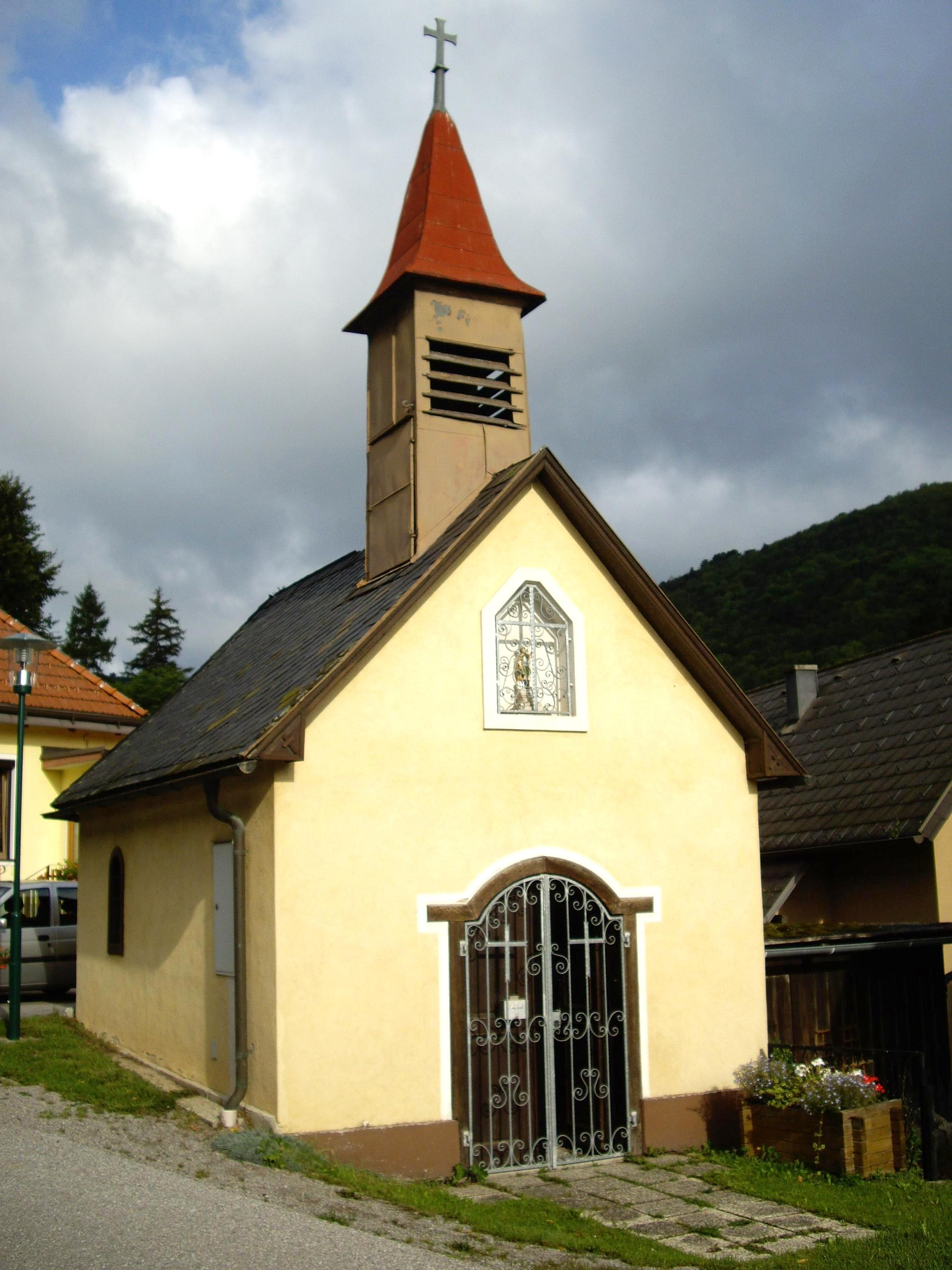
Die Ortskapelle